# Суховерхова, Полина Павловна
Полина (Пелагея) Павловна Суховерхова — мастер московской фабрики «Красная швея». Инициатор социалистического соревнования по организации общественного контроля за качеством продукции на производстве. Лауреат Сталинской премии (1950).

## Биография
Полина Суховерхова родилась в начале XX века. В 1932 году молодой девушкой пошла работать на московскую фабрику «Красная швея». Во время Великой Отечественной войны работала за швейной машиной по 12 часов в сутки. На войне погибли двое её братьев: Михаил и Семён. К началу 1948 года она была мастером четвёртого пошивочного цеха и возглавляла бригаду из 28 работниц.
В начале 1948 года Полина Суховерхова с целью оценки качества продукции обошла несколько магазинов, где продавались изготавливаемые на её фабрике мужские сорочки. Там она поспрашивала покупателей и услышала множество замечаний к качеству изделий. Тогда 10 февраля 1948 года она выступила с инициативой по организации общественного контроля за качеством продукции. Полина Суховерхов взяла на себя обязательство работать без брака. Для этого в своей бригаде на каждые пять работниц она назначила общественного контролёра, который следил за тем, чтобы не было малейших отклонений от технологии изготовления и сдавались только высококачественные изделия. Инициатива Полины Суховерховой была поддержана Министерством лёгкой промышленности СССР, которое рекомендовало распространить этот почин на другие предприятия отрасли.
С первых же дней работы по методу Полины Суховерховой в её бригаде существенно сократилось количество бракованных изделий. Её инициатива была поддержана всем коллективом фабрики. В 1949 году Полина Суховерхова взяла на себя обязательство сэкономить в течение месяца 300 катушек нитей и несколько десятков иголок. Она также дала слово выполнять своей бригадой план за смену не менее чем на 120 %. Это стало возможным благодаря тому, что бригада снизила затраты рабочего времени на изготовление каждой мужской сорочки с 63 до 61 минуты. В итоге бригаде Полины Суховерховой удалось выполнить послевоенную пятилетку за четыре года; за 1949 год было выпущено свыше 59 тысяч швейных изделий. Введённая ей система общественного контроля стала использоваться на многих предприятиях страны.
В 1950 году была делегатом Второй Всесоюзной конференции сторонников мира, подписалась под Стокгольмским воззванием.

## Премии
Сталинская премия 3-й степени (50 000 руб) — за разработку рациональных методов организации труда и производства в лёгкой промышленности, обеспечивших улучшение качества продукции и экономию сырья и материалов (4 марта 1950).

## Сочинения
- Суховерхова П. За честь фабричной марки / [Литературная обработка В. Сегалова. — Москва] : Изд-во и 1-я тип. Профиздата, 1948. — 40 с. : ил. ; 20 см. — (Стахановцы новой сталинской пятилетки)